# Itapoã (Distrito Federal)
| Região Administrativa de Itapoã               |                                               |
|                                               |                                               |
| \| \| \| Bandeira \|                          |                                               |
| Região Administrativa XXVIII                  |                                               |
| Fundação: 3 de janeiro de 2005 (20 anos)      |                                               |
| Lei de criação: 3527 de 03 de janeiro de 2005 |                                               |
| Mapa de Itapoã                                |                                               |
| Limites:                                      | Paranoá, Sobradinho, Lago Norte e Planaltina. |
| Distância de Brasília:                        | 15 km                                         |
| Administrador(a):                             | Dilson Bulhões                                |
| Área                                          |                                               |
| - Total                                       | km²                                           |
| População                                     |                                               |
| - Total                                       | 68.587 habitantes '                           |
| Site governamental                            | www.itapoa.df.gov.br                          |
| Bandeira de Itapoã                            |                                               |
| Bandeira                                      |                                               |

Itapoã é uma região administrativa do Distrito Federal brasileiro.

## História

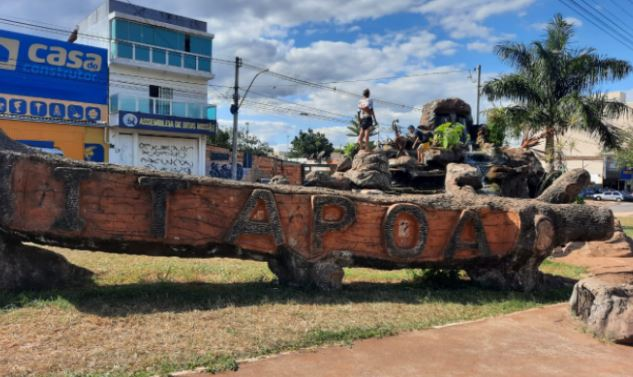
Fontanário do Itapoã

O Itapoã surgiu de uma ocupação desordenada. As primeiras apropriações de terra, anteriormente pertencente a Sobradinho. A partir de 2001, a área passou por um processo acelerado de ocupação urbana. Itapoã foi fundada em 3 de janeiro de 2005, recebendo a condição de região administrativa, conforme a Lei 3527, de 03 de janeiro de 2005. Compreende as ocupações irregulares consolidadas agrupadas e inseridas na poligonal do Setor Habitacional Itapoã. O Plano Diretor de Ordenamento Territorial (Pdot) de 2009 propôs a criação do Setor Habitacional Itapoã, abrangendo a Aris, que incorpora as ocupações de baixa renda, e a Área de Interesse Específico (Arine), na qual estão inseridas as de média renda. Atualmente o Itapoã possui cerca de 68.587 habitantes (PDAD 2015/2016).

## Etimologia

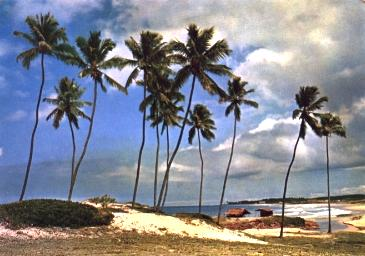
Praia de Itapuã

Antes de se tornar uma região administrativa existia um condomínio no local. O dono do condomínio chamou o lugar de Itapoã para homenagear a Praia de Itapuã, em Salvador. Na língua tupi, itapoã quer dizer ponta de pedra.

## Clima
O Itapoã está inserido no clima tropical, cuja temperatura média se encontra em 22°C, com variações de 13°C a 28°C a depender da época do ano.
O período que apresenta mais chuvas compreende o fim da primavera até o fim do verão, ou seja, os meses de outubro a abril. Entre os meses de maio a setembro, o clima é seco, de baixa de umidade e apresenta temperaturas extremas.

## Economia
Quanto à análise econômica, a renda domiciliar média é de R$ 2.696,91, o equivalente a 3,98 salários mínimos. A renda per capita é de R$ 750,77, e a predominância de domicílios com renda entre 2 a 5 salários mínimos mensais é de 45,10%. Dos moradores que têm alguma ocupação, 79,27% trabalham no setor terciário -25,22% estão no comércio, 15,4% nos serviços pessoais, 12,67% na atividade doméstica, 11,25% nos serviços gerais, entre outras atividades econômicas. Já a Construção Civil responde por 19,31%.

## Infraestrutura
Atualmente, há na região um posto de saúde e três instituições de ensino. Tem coleta de esgoto e áreas de lazer. O abastecimento de água e eletricidade, segundo a administração regional, atinge 100% da cidade, existe também cobertura telefônica fixa. A pista que margeia o Itapoã foi duplicada, diminuindo o índice de atropelamentos.

### Itapoã Parque
O Itapoã Parque é uma expansão do Itapoã, construída pelo Governo do Distrito Federal com capacidade para abrigar cerca de 50 mil moradores em 12,1 mil apartamentos. A área comum conta com guarita, playground, churrasqueira e estacionamento. A região também possui uma escola classe para atender 1,3 mil alunos do 1º ao 5º ano do ensino fundamental, além de estudantes da educação infantil. A previsão é que o bairro tenha um total de quatro escolas, além de dois centros de assistência social.